# Roodwanglelvliegenvanger
De roodwanglelvliegenvanger (Platysteira blissetti; synoniem: Dyaphorophyia blissetti) is een zangvogel uit de familie Platysteiridae (lelvliegenvangers).

## Verspreiding en leefgebied
Deze vogel leeft in vochtige wouden van Guinee en Sierra Leone tot centraal Nigeria en noordwestelijk Kameroen.

## Status
De grootte van de populatie is niet gekwantificeerd maar de soort wordt omschreven als schaars tot algemeen. Op de Rode lijst van de IUCN heeft deze soort de status niet bedreigd.